# История технологии
История технологии — история развития технологий, или история совершенствования методов, процессов и материалов, используемых в различных отраслях деятельности человека, а также история научного описания способов технического производства; в узком — комплекс организационных мер, операций и приёмов, направленных на изготовление, обслуживание, ремонт и/или эксплуатацию изделия с номинальным качеством и оптимальными затратами, и обусловленных текущим уровнем развития науки, техники и общества в целом.

## История
Технология включает в себе методы, приемы, режим работы, последовательность операций и процедур, она тесно связана с применяемыми средствами, оборудованием, инструментами, используемыми материалами.
Современные технологии основаны на достижениях научно-технического прогресса и ориентированы на производство продукта: материальная технология создаёт материальный продукт, информационная технология (ИТ) — информационный продукт. Технология это также научная дисциплина, разрабатывающая и совершенствующая способы и инструменты производства. В быту технологией принято называть описание производственных процессов, инструкции по их выполнению, технологические требования и пр. Технологией или технологическим процессом часто называют также сами операции добычи, транспортировки и переработки, которые являются основой производственного процесса. Технический контроль на производстве тоже является частью технологии. Разработкой технологий занимаются технологи, инженеры, конструкторы, программисты и другие специалисты в соответствующих областях.
Момент перехода от искусства к технологии фактически создал современную человеческую цивилизацию, сделал возможным её дальнейшее развитие и совершенствование. Со временем технологии претерпели значительные изменения, и если когда-то технология подразумевала под собой простой навык, то в настоящее время технология — это сложный комплекс знаний ноу-хау, полученных порою с помощью дорогостоящих исследований.

### Донеолитическая техника
Первая историческая эпоха получила название «каменный век», так как древнейшие орудия труда изготавливались из камня. Наиболее примитивной техникой этого периода считался эолит, однако сейчас первым каменным орудием признано рубило (его изготавливали ещё архантропы-эректусы в шелльский период) и скребло. Неандертальцы владели техникой «искусственного добывания огня». К совершенной каменной индустрии относится каменный топор. Для измельчения зерна применялась зернотёрка. В эпоху мезолита появились копье и лук, который позволил убивать птиц и животных с расстояния в 100—150 метров.

### Техника древних цивилизаций
Появлению цивилизаций способствовало земледелие, появившееся в эпоху неолита. Земледелие способствовало оседлости и появлению первых поселков. Революционную роль сыграло изобретение колеса, породившее колесный транспорт (Индская цивилизация). Большое значение для Древнего мира имело изобретение и распространение бронзы в III тыс. до н. э.. На смену бронзе пришло железо, которое смогли использовать только тогда, когда при помощи мехов температуру внутри глиняной печи (горна) смогли поднять до 900 С. Такие технологии появились во II тыс. до н. э. С освоением железа меч стал основным видом оружия. Также в рамках этого периода появились гребные ладьи. Помимо металлов широкое распространение получили новые материалы: керамика (кирпич) и текстиль (лён в Египте, хлопок в Индии, шелк в Китае). Распространение получили гидротехнические сооружения: шадуф, водочерпальное колесо и архимедов винт. В Древнем Китае изобрели воздушного змея и ракету. Благодаря сложной социальной организации в рамках древних обществ научились возводить сооружения до 146 метров в высоту (пирамида Хеопса). Изобретение арочных конструкций позволило увеличить площадь внутренних помещений до диаметра в 13 метров (Мавзолей Адриана). Древние римляне освоили бетон.

### Средневековая техника
В Средневековье в земледелии получил распространение плуг с железным лемехом, освоен сплав латуни, внедрено оконное стекло и изобретены очки. 
Ещё в начале нашей эры безвестные инженеры изобрели водяную мельницу, наряду с которой позже стала использоваться и ветряная мельница.
Прогресс наблюдался в металлургии, позволивший заменить горн на домницу (прототип доменной печи), внутри которой температура достигла 1350 С, а воздух накачивался с помощью гидравлики. Такие технологии привели к появлению и широкому распространению стали.
Для определения времени c X века начинают использоваться механические часы, которые размещались на башнях ратуш европейских городов.
В эпоху Средневековья появилось огнестрельное оружие (китайское Огненное копьё). 
Большой вклад в технический прогресс человечества сделал средневековый Китай, где были изобретены порох, бумага, книгопечатание и компас (четыре великих изобретения).

### ТехникаРенессансаи раннегоНового времени
Усовершенствование доменной печи позволило выплавлять чугун — основной материал в производстве пушек, что привело к широкому распространению огнестрельного оружия. К XVII веку дальность стрельбы пушек достигла 1 км.
С XVII века каменный уголь начал превращаться в основное топливо, постепенно вытесняя дрова. 
В 1657 году Гюйгенс существенно усовершенствовал механические часы.

### Техника промышленной эпохи
Научная революция XVII века сформировала представление о том, что человек может не только жить по традиции, воспроизводя старые практики, но и изобретать что-то новое. В эпоху Просвещения (XVIII век) в ведущих европейских странах появились различные общества людей, интересовавшихся проблемами науки и техники, начали читаться популярные лекции. 
Промышленный переворот начался с инноваций в технологии производства тканей (прялка «Дженни» и станок Жаккара). В 1771 году появилась «первая английская фабрика в собственном смысле слова». Появились паровые машины, пароходы и паровозы. Конкуренцию паровой машине вскоре составил двигатель внутреннего сгорания, позволивший создать мотоцикл и автомобиль. Ещё в XVIII веке был построен первый летательный аппарат — аэростат, который положил начало воздухоплаванию. 
Изобретение паровых машин позволило применить для перекачивания воды плунжерные, а затем и центробежные насосы и перейти к устройству напорных водопроводов. В XIX веке в городах Европы стали сооружаться обширные системы водопроводов и появились системы очистки воды. На очистных станциях сначала применялось отстаивание с фильтрованием, затем стал применяться метод коагулирования. В домах горожан стали появляться водоразборные краны, умывальники, души и ванные, но лишь во второй половине XIX века стали строиться водопроводы, которые могли доставлять воду жителям самых верхних этажей. Устройство в городах водопроводов и канализации имело огромное значение, так как способствовало существенному снижению смертности от инфекционных заболеваний.
Появились коммуникационные технологии: телеграф, а затем телефон и радио.
В особое направление развилась электротехника: электролампа, электродвигатель и электростанция. К концу XIX века  появилось электрическое освещение городских улиц, жилых домов, общественных и производственных помещений; на улицах городов появились электрические трамваи.
В конце XVIII века в общем массиве знаний о технике стали различать традиционный описательный раздел и новый, нарождающийся, который получил название «технология». Иоганн Бекман (1739—1811) ввел в научное употребление термин «технология», которым он назвал научную дисциплину, читавшуюся им в германском университете в Геттингене с 1772 г. В 1777 г. он опубликовал работу «Введение в технологию», где писал: «Обзор изобретений, их развития и успехов в искусствах и ремёслах может называться историей технических искусств; технология, которая объясняет в целом, методически и определённо все виды труда с их последствиями и причинами, являет собой гораздо большее». Позже в пятитомном труде «Очерки по истории изобретений» (1780—1805 гг.) он развил это понятие..
В 1822 году Академик В. М. Севергин выделил 10 разделов технологии:
- металлы
- минералы
- дерево
- горючие материалы
- питательные вещества
- химические произведения
- обрабатывание животных
- ткани
- бумага
- орудия

С появлением учебных заведений нового типа, отличающихся практической направленностью (прежде всего, во Франции) появилось инженерное дело как специальность. В 1783 году была издана книга Лазара Карно «Опыт о машинах вообще», которая переиздавалась в 1797 году и в 1803 году под названием «Основные принципы равновесия и движения». Большой вклад в развитие прикладной механики внес Гаспар-Гюстав Кориолис, главной работой которого был изданный в 1829 году «Курс механики твердых тел и расчета мощности машин». Всё это всячески способствовало сближению науки с промышленностью.
Развитие химии и промышленная революция сделали возможным производить дешевые синтетические краски, различные примеси, духи, заменившие дорогие естественные материалы, чем было положено начало развитию химической промышленности. В 1856 году 18-летний английский химик Уильям Генри Перкин получил анилиновый краситель мовеин. Шелковые ткани, окрашенные им, сохраняли цвет и после многократной стирки, и при воздействии солнечных лучей. Первой пластмассой, известной человечеству, стал целлулоид, изобретенный Александром Парксом в 1855 году и усовершенствованный Джоном Хайатом в 1869 году.
Ряд открытий первой половины XIX века привел к появлению технологии фотографии, которая позволяла с документальной точностью запечатлеть объекты и события. В 1895 году появилось кино.
В 1877 году появился фонограф — первый прибор для записи и воспроизведения звука, дальнейшим его развитием стали граммофон и патефон.

### Техника новейшего времени
В новейшее время дальнейшее развитие получили летательные аппараты: самолёт и вертолёт.
К середине XX века появилось телевидение, были созданы первые электронно-вычислительные машины (компьютеры), которые быстро эволюционировали, становясь все производительнее, компактнее и дешевле. Появились ядерное оружие и ядерная энергетика. Вскоре началось освоение космоса.
В XX веке техника изменила быт людей: в их жизнь вошли холодильники, стиральные машины, пылесосы, кондиционеры. Автомобилизация стала массовой.
К концу XX века стало ясным огромное социальное значение интернета, появились сотовая связь, а затем такие технологии, как Wi-Fi, Bluetooth.
В доиндустриальную эпоху технологии совершенствовались очень медленно, они переходили от поколения к поколению практически в неизменном виде. В XIX веке и, особенно, в XX веке они стали развиваться очень быстро. Например, сотовый телефон в течение чуть более одного поколения из новейшего изобретения превратился в обыденную вещь, доступную всем. Техносфера (все, что является делом рук человека) превратилась в глобальную взаимосвязанную систему, играющую ключевую роль в будущем Земли.